# Anua tumiditermina
Anua tumiditermina là một loài bướm đêm trong họ Erebidae.